# Pierre de Carcavi
Pierre de Carcavi va ser un bibliotecari, científic i matemàtic francès del segle xvii.

## Vida
La seva data de naixement és incerta entre 1600 i 1603. El seu pare, Jean de Carcavi, era un important banquer de Cahors, recaptador d'impostos de diversos districtes. Tot i que no n'existeixen evidències, cal suposar que Pierre de Carcavi va estudiar lleis.
El 1632, ja tenia un càrrec com a membre del Parlament de Tolosa de Llenguadoc, lloc on va conèixer Fermat, qui també era parlamentari i amb qui establiria una amista perllongada.
El 1636 abandona Tolosa per anar a París, per ocupar un lloc de conseller del Grand Conseil. A París ampliarà el seu cercle d'amistats matemàtics, coneixent Roberval, Mersenne i Pascal. També va mantenir correspondència amb Galileu, Descartes, Torricelli i Huygens jugant un paper important en la transferència de coneixements d'uns a uns altres.
El 1648, el seu pare va fer fallida, havent de pagar ell els deutes del seu pare, el que el va portar a una difícil situació econòmica. Per complicar-ho més, Mersenne moria el mateix any. En aquest temps es va haver de guanyar la vida comprant i venent llibres.
Poc temps després va entrar al servei de Roger du Plassis, duc de Liancourt, amb qui treballaria com a administrador durant quinze anys, durant els quals va conèixer qui, amb el temps, seria el poderós ministre Colbert, qui el 1663 el va prendre al seu servei.
La primera tasca que li encomana Colbert va ser la classificació dels papers del Cardenal Mazzarino, tasca en la que va excel·lir tant, que Colbert el va posar al front de la Biblioteca Reial. No va abandonar aquest càrrec fins a la mort del seu protector el 1683. Ell només li sobreviuria uns quants mesos.
Carcavi va ser un ferm defensor de la idea de Colbert de crear l'Acadèmie des Sciences de Paris i, de fet, quan es va crear el 1666, ell va ser un dels primers acadèmics escollits (els seus contactes li donaven un valor inapreciable).

## Obra
Carcavi no va ser un matemàtic original. Només tenim d'ell la correspondència que es va creuar amb els matemàtics citats. No s'ha editat mai aquesta correspondència de forma conjunta, però es pot trobar en les col·leccions de correspondència de Galileu, Descartes, Fermat, Huygens, Mersenne, Torricelli...